# Einwohnerentwicklung von Gera
Der Einwohnerentwicklung von Gera beschreibt die Einwohnerentwicklung der Stadt Gera.

## Einwohnerentwicklung von Gera
Es folgt eine Übersicht mit den Einwohnerzahlen von Gera nach dem jeweiligen Gebietsstand. Bis 1833 handelt es sich meist um Schätzungen, danach um Volkszählungsergebnisse (¹) oder amtliche Fortschreibungen der Staatlichen Zentralverwaltung für Statistik (bis 1989) und des Statistischen Landesamtes (ab 1990). Die Angaben beziehen sich ab 1871 auf die „Ortsanwesende Bevölkerung“, ab 1925 auf die Wohnbevölkerung und seit 1966 auf die „Bevölkerung am Ort der Hauptwohnung“. Vor 1871 wurde die Einwohnerzahl nach uneinheitlichen Erhebungsverfahren ermittelt.
Die Einwohnerentwicklung lässt sich in drei Phasen unterteilen:

### Phase 1: Vorindustrielle Zeit
(jeweiliger Gebietsstand)
Bis 1850 wuchs die Einwohnerzahl der Stadt Gera nur mäßig und sank nach dem Stadtbrand von 1780 sogar zeitweilig. Nachdem 1811 die Spinnmaschine und 1836 der Webstuhl eingeführt wurde, beschleunigte sich das Wachstum industrialisierungsbedingt.
| Jahr/Datum         | Einwohner |
| ------------------ | --------- |
| 1530               | 1.500     |
| 1647               | 2.362     |
| 1779               | 7.500     |
| 1794               | 6.567     |
| 1. Dezember 1834 ¹ | 10.272    |

¹ Volkszählungsergebnis

### Phase 2: 1850 bis 1989
(jeweiliger Gebietsstand)
Nach 1850 entwickelte sich Gera zu einer bedeutenden Industriestadt. Die Textilindustrie besaß die größte Bedeutung und sollte diese auch noch bis 1989 behalten. Entsprechend entwickelte sich auch die Einwohnerzahl. Die sprunghaften Anstiege zwischen den Jahren 1910 und 1925 sowie zwischen 1946 und 1950 lassen sich auf die Eingemeindungswellen der Jahre 1919 bis 1923 und 1950 zurückführen. Der starke Anstieg der Bevölkerungszahl von 1970 bis 1989 auf den historischen Höchststand von rund 135.000 lässt sich wiederum auf die Förderung Geras als Bezirksstadt und dem daraus resultierenden Bau der Neubaugebiete Lusan und Bieblach-Ost zurückführen. Eine wichtige Funktion bekam die Stadt in dieser Zeit auch als Wohnort für die Kumpels der SDAG Wismut. Die Entwicklung bis 1989 zeigt gewisse Parallelen mit der zur damaligen Zeit drittgrößten Stadt Thüringens, Jena auf.

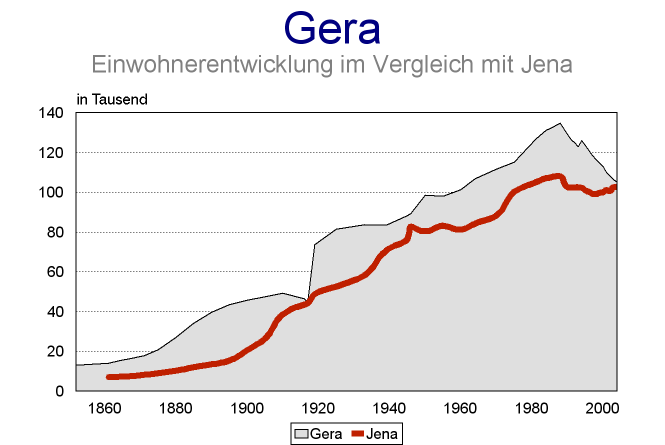
Einwohnerentwicklung ab 1850 im Vergleich mit Jena

| Datum              | Einwohner |
| ------------------ | --------- |
| 3. Dezember 1852 ¹ | 13.062    |
| 3. Dezember 1855 ¹ | 13.102    |
| 3. Dezember 1861 ¹ | 14.200    |
| 3. Dezember 1864 ¹ | 15.400    |
| 3. Dezember 1867 ¹ | 16.400    |
| 1. Dezember 1871 ¹ | 17.871    |
| 1. Dezember 1875 ¹ | 20.810    |
| 1. Dezember 1880 ¹ | 27.118    |
| 1. Dezember 1885 ¹ | 34.152    |
| 1. Dezember 1890 ¹ | 39.599    |
| 2. Dezember 1895 ¹ | 43.544    |
| 1. Dezember 1900 ¹ | 45.640    |
| 1. Dezember 1905 ¹ | 47.455    |
| 1. Dezember 1910 ¹ | 49.276    |
| 1. Dezember 1916 ¹ | 46.515    |
| 5. Dezember 1917 ¹ | 44.851    |

| Datum               | Einwohner |
| ------------------- | --------- |
| 8. Oktober 1919 ¹   | 73.700    |
| 16. Juni 1925 ¹     | 81.402    |
| 16. Juni 1933 ¹     | 83.775    |
| 17. Mai 1939 ¹      | 83.436    |
| 1. Dezember 1945 ¹  | 88.139    |
| 29. Oktober 1946 ¹  | 89.212    |
| 31. August 1950 ¹   | 98.576    |
| 31. Dezember 1955   | 98.014    |
| 31. Dezember 1960   | 101.373   |
| 31. Dezember 1964 ¹ | 106.838   |
| 1. Januar 1971 ¹    | 111.535   |
| 31. Dezember 1975   | 115.238   |
| 31. Dezember 1981 ¹ | 126.792   |
| 31. Dezember 1985   | 131.843   |
| 31. Dezember 1988   | 134.834   |
| 31. Dezember 1989   | 132.257   |

¹ Volkszählungsergebnis

### Phase 3: Seit 1990
(jeweiliger Gebietsstand)

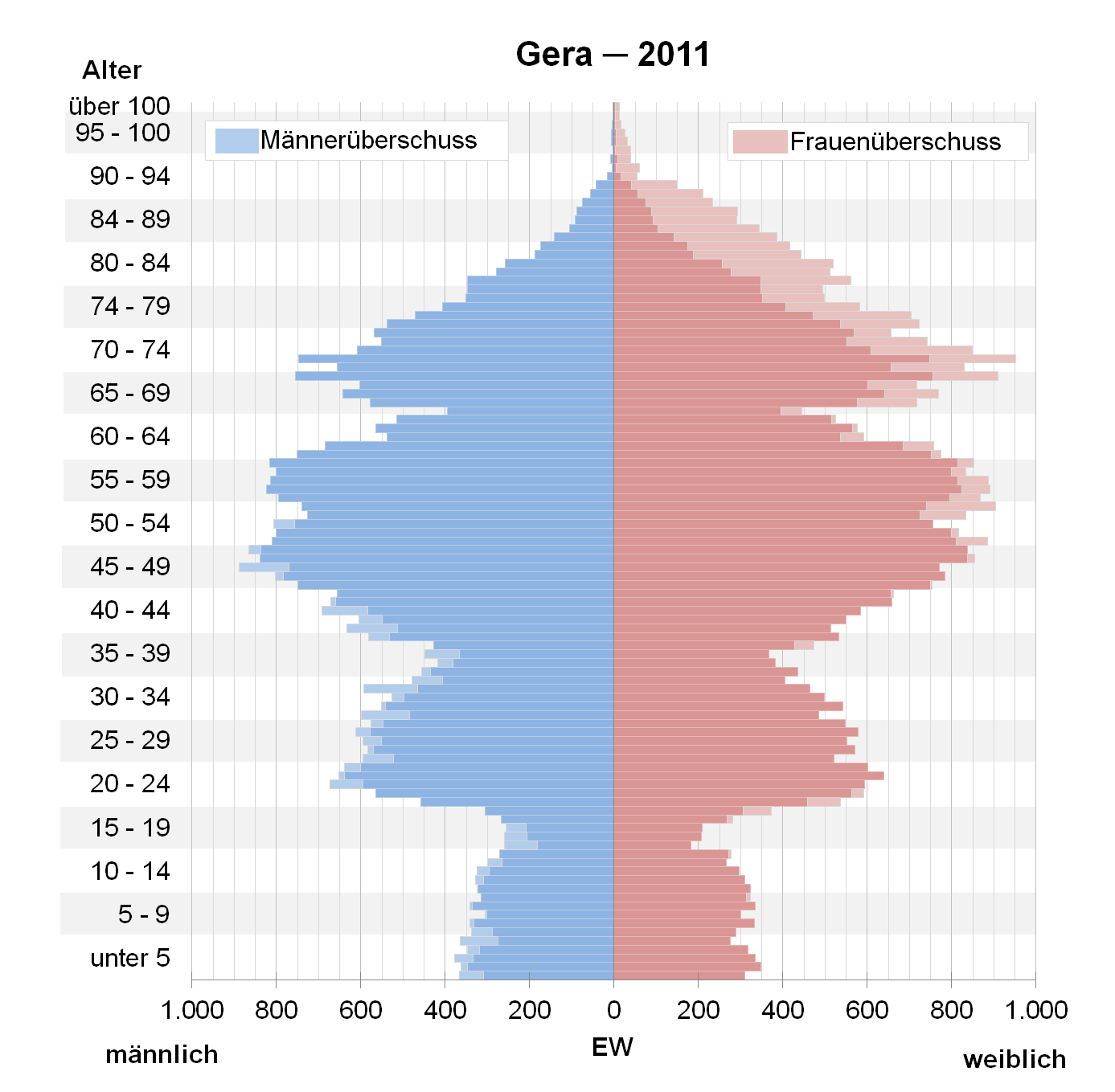
Bevölkerungspyramide für Gera (Datenquelle: Zensus 2011)

Am 31. Dezember 2009 betrug die „Amtliche Einwohnerzahl“ für Gera nach Fortschreibung des Thüringer Landesamtes für Statistik 99.987 (nur Hauptwohnsitze und nach Abgleich mit den anderen Landesämtern). Damit verlor die Stadt seit der Wende in der DDR 34.847 Einwohner. 1988 hatte die Stadt nach dem damals gültigen Gebietsstand 134.834 Einwohner. Bemerkenswert ist der Rückgang der Bevölkerungszahl zwischen 1991 und 1997 trotz der Eingemeindungswelle 1994. Ursache dafür ist der starke Rückgang der Geburtenrate zu Beginn der 1990er Jahre und die arbeitsmarktbedingte Abwanderung, die mit dem Zusammenbruch der Geraer Industrie einsetzte. 2007 hat Jena die Stadt Gera mit der Einwohnerzahl überholt. Damit hat Jena, das entgegen dem derzeitigen Trend in Ostdeutschland aufgrund der hohen Studierendenanzahl seine Einwohnerzahl stabilisieren konnte, Gera als zweitgrößte Stadt Thüringens abgelöst. 2009 hat Gera seinen Status als Großstadt verloren und hat nun eine Einwohnerzahl von unter 100.000 Menschen. Der Einwohnerrückgang hat sich seit 2009 erheblich verlangsamt und hat sich seit 2012 stabilisiert. Erstmals seit 1988 wurde für Gera im Jahr 2011 wieder ein positiver Wanderungssaldo von 92 Personen (Hauptwohnsitze) festgestellt. Seit 2022 wächst die Bevölkerung der Stadt Gera durch den Zuzug von Migranten deutlich. Hauptherkunftsländer sind die Ukraine, Syrien, Afghanistan, Rumänien und Polen.
| Datum             | Einwohner |
| ----------------- | --------- |
| 31. Dezember 1990 | 129.037   |
| 31. Dezember 1991 | 126.521   |
| 31. Dezember 1992 | 124.925   |
| 31. Dezember 1993 | 122.974   |
| 31. Dezember 1994 | 126.035   |
| 31. Dezember 1995 | 123.555   |
| 31. Dezember 1996 | 121.156   |
| 31. Dezember 1997 | 118.733   |
| 31. Dezember 1998 | 116.419   |
| 31. Dezember 1999 | 114.718   |
| 31. Dezember 2000 | 112.835   |
| 31. Dezember 2001 | 109.926   |
| 31. Dezember 2002 | 108.082   |

| Datum             | Einwohner |
| ----------------- | --------- |
| 31. Dezember 2003 | 106.365   |
| 31. Dezember 2004 | 105.153   |
| 31. Dezember 2005 | 103.948   |
| 31. Dezember 2006 | 102.733   |
| 31. Dezember 2007 | 101.618   |
| 31. Dezember 2008 | 100.643   |
| 31. Dezember 2009 | 99.987    |
| 31. Dezember 2010 | 99.262    |
| 31. Dezember 2011 | 98.762    |
| 31. Dezember 2012 | 95.821    |
| 31. Dezember 2013 | 95.551    |
| 31. Dezember 2014 | 95.116    |
| 31. Dezember 2015 | 95.196    |

| Datum             | Einwohner |
| ----------------- | --------- |
| 31. Dezember 2016 | 94.750    |
| 31. Dezember 2017 | 94.859    |
| 31. Dezember 2018 | 94.152    |
| 31. Dezember 2019 | 93.125    |
| 31. Dezember 2020 | 92.126    |
| 31. Dezember 2021 | 91.368    |
| 31. Dezember 2022 | 94.454    |
| 31. Dezember 2023 | 95.695    |
| 31. Dezember 2024 | 95.608    |